# Lampronycteris brachyotis
Lampronycteris brachyotis är en fladdermusart som först beskrevs av George Edward Dobson 1879.  Lampronycteris brachyotis är ensam i släktet Lampronycteris som ingår i familjen bladnäsor. Inga underarter finns listade i Catalogue of Life. Artepitet brachyotis syftar på de små öronen som är kortare än 20 mm.
Denna fladdermus förekommer med tre från varandra skilda populationer i Central- och Sydamerika. Utbredningsområdet sträcker sig från södra Mexiko till nordöstra Brasilien. Arten lever i fuktiga landskap med träd och buskar.
Individerna vilar i ihåliga träd, i grottor, gruvor och byggnader. Vanligen vilar cirka 10 individer tillsammans. Ibland bildas kolonier med upp till 300 medlemmar. Flocken består oftast av en hane, flera honor och deras ungar. De flesta ungar föds kort före regntiden och ibland har honor en andra kull under året. Lampronycteris brachyotis är nattaktiv och jagar insekter och andra ryggradslösa djur. Dessutom ingår frukter i födan.
Av de arter som tidigare sammanfattades i släktet Micronycteris är Lampronycteris brachyotis lite mindre än genomsnittet. Underarmen är 38 till 42 mm lång. Kännetecknande är spetsiga öron och orangeröd päls på strupen och bröstet. Annars är pälsen svartbrun till kanelbrun, ibland med olivgrön skugga. Det finns inget sammanlänkande band av hud mellan öronen. Kroppslängden varierar mellan 57 och 75 mm och svanslängden mellan 7 och 14 mm.